# Arterias lumbares inferiores
Las arterias lumbares inferiores son arterias que se originan como rama parietal de la arteria sacra media.

## Ramas
Presenta dos ramas terminales:
- Rama posterior o dorsoespinal, para el conducto vertebral o raquídeo y los músculos espinales (músculos interespinosos, intertransversos y transverso-espinosos).
- Rama anterior, para el músculo psoasilíaco.

## Distribución
Se distribuye hacia el hueso sacro y el músculo glúteo mayor.